# Dutch Open 1992
Die Dutch Open 1992 im Badminton fanden vom 30. September bis zum 4. Oktober 1992 im Sportcentrum de Maaspoort in Den Bosch statt. Das Preisgeld betrug 35.000 US-Dollar, was dem Turnier zu einem Zwei-Sterne-Status im Grand Prix verhalf.

## Sieger und Platzierte
| Disziplin    | Gold                                   | Silber                                | Bronze                                |
| ------------ | -------------------------------------- | ------------------------------------- | ------------------------------------- |
| Herreneinzel | Hermawan Susanto                       | Jeroen van Dijk                       | Peter Espersen                        |
| Herreneinzel | Hermawan Susanto                       | Jeroen van Dijk                       | Bambang Suprianto                     |
| Dameneinzel  | Sarwendah Kusumawardhani               | Lim Xiaoqing                          | Yuliani Santosa                       |
| Dameneinzel  | Sarwendah Kusumawardhani               | Lim Xiaoqing                          | Catrine Bengtsson                     |
| Herrendoppel | Tan Kim Her Yap Kim Hock               | Chris Bruil Ron Michels               | Nick Ponting Dave Wright              |
| Herrendoppel | Tan Kim Her Yap Kim Hock               | Chris Bruil Ron Michels               | Rudy Gunawan Bambang Suprianto        |
| Damendoppel  | Marianne Rasmussen Anne Mette van Dijk | Julie Bradbury Joanne Goode           | Carolien Glebbeek Georgy van Soerland |
| Damendoppel  | Marianne Rasmussen Anne Mette van Dijk | Julie Bradbury Joanne Goode           | Rosalina Riseu Lilik Sudarwati        |
| Mixed        | Dave Wright Sara Sankey                | Christian Jakobsen Marianne Rasmussen | Michael Keck Karen Neumann            |
| Mixed        | Dave Wright Sara Sankey                | Christian Jakobsen Marianne Rasmussen | Randy Trieling Eline Coene            |

## Finalresultate
| Disziplin    | Sieger                              | Finalist                              | Ergebnis          |
| ------------ | ----------------------------------- | ------------------------------------- | ----------------- |
| Herreneinzel | Hermawan Susanto                    | Jeroen van Dijk                       | 15-6, 15-6        |
| Dameneinzel  | Sarwendah Kusumawardhani            | Lim Xiaoqing                          | 11-4, 11-8        |
| Herrendoppel | Tan Kim Her Yap Kim Hock            | Chris Bruil Ron Michels               | 15-9, 15-10       |
| Damendoppel  | Anne Mette Bille Marianne Rasmussen | Julie Bradbury Joanne Goode           | 15-9, 9-15, 15-2  |
| Mixed        | Dave Wright Sara Sankey             | Christian Jakobsen Marianne Rasmussen | 5-15, 15-8, 15-12 |